# Filialkirche Waltersdorf an der March

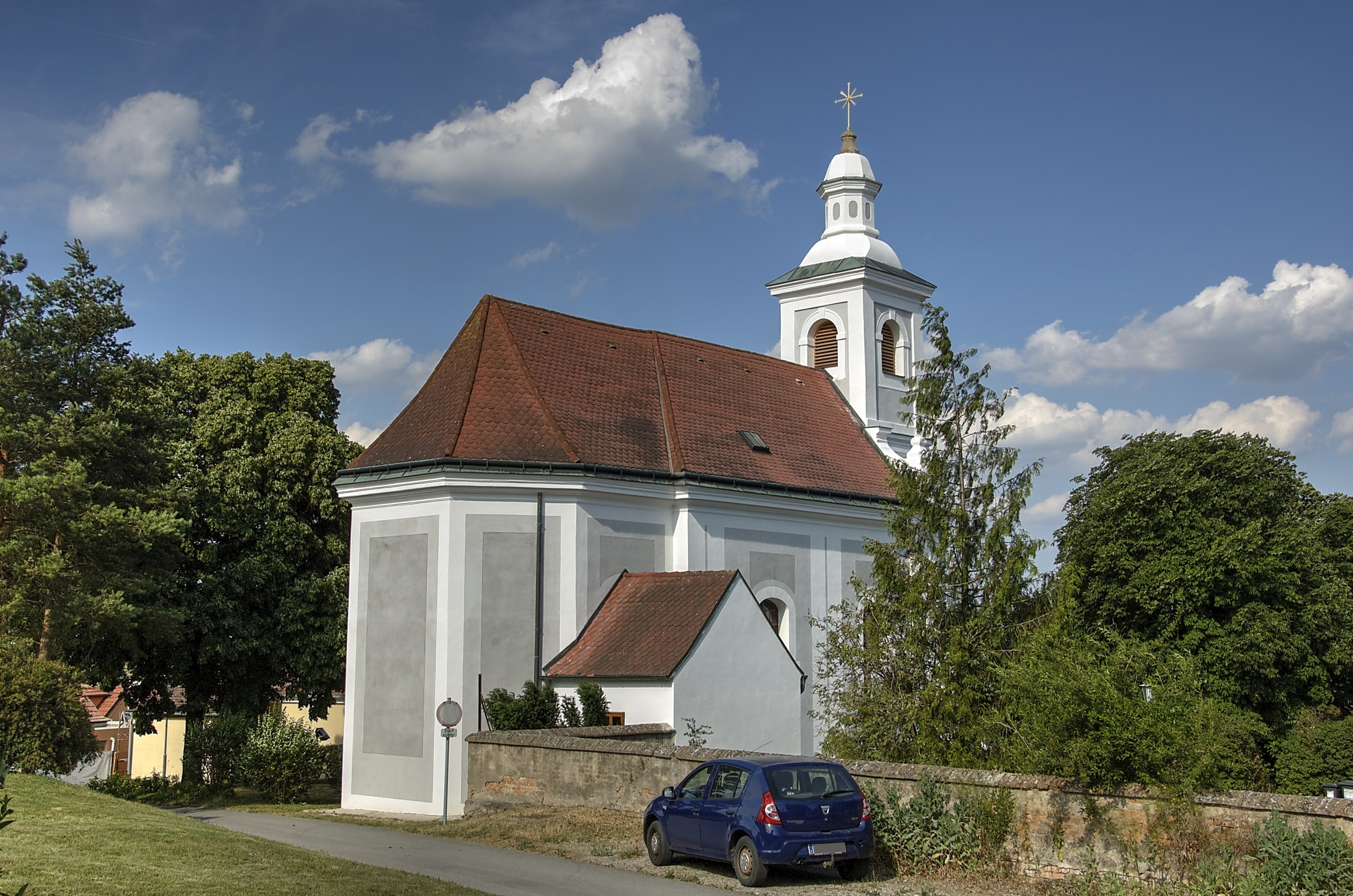
Katholische Filialkirche hl. Michael in Waltersdorf an der March

Die Filialkirche Waltersdorf an der March steht erhöht in der Ortschaft Waltersdorf an der March in der Marktgemeinde Drösing im Bezirk Gänserndorf in Niederösterreich. Die dem Patrozinium hl. Michael unterstellte römisch-katholische Filialkirche gehört zum Dekanat Zistersdorf im Vikariat Unter dem Manhartsberg der Erzdiözese Wien. Die Kirche steht unter Denkmalschutz (Listeneintrag).

## Geschichte
Die Kirche wurde 1765 erbaut.

## Architektur
Der einheitliche Barockbau mit einem östlich talseitig vorgestellten Turm ist von einem ehemaligen Friedhof umgeben.
Der zweigeschoßige Turm zeigt eine Lisenengliederung und ein kräftiges umlaufendes Gesims und Volutengiebel, er hat rundbogige Schallfenster und trägt eine Laternenbekrönung. Über dem Rechteckportal befindet sich in einer Nische das Fresko Christus am Brunnen aus der Mitte des 20. Jahrhunderts. Das schlichte Langhaus mit Rundbogenfenstern schließt mit einem leicht eingezogenen Polygonalchor gleichfalls mit Rundbogenfenstern. Südlich am Chor steht ein eingeschoßiger Sakristeianbau.
Das Kircheninnere zeigt ein zweijochiges Langhaus mit Platzlgewölben zwischen Gurten auf flachen Wandpfeilern. Die geschwungene Empore weist Putzfelder auf. Der leicht erhöhte einjochige Chor hat einen flachrunden Schluss.

## Ausstattung
Der Hochaltar aus dem dritten Viertel des 18. Jahrhunderts zeigt zwischen Pilastern das Hochaltarbild des hl. Michael sowie im Auszug ein Auge Gottes und trägt die Seitenfiguren der Heiligen Franziskus und Antonius.
Die barocken Figuren des Johannes Nepomuk, der Maria mit Kind sowie ein bäuerlicher Kruzifix sind alle aus der zweiten Hälfte des 18. Jahrhunderts. Die Orgel aus 1934 mit 6 Registern stammt von Ferdinand Molzer der Jüngere.
Eine Glocke nennt Georg Wening 1616.